# 宝塚市立宝塚小学校
宝塚市立宝塚小学校（たからづかしりつ たからづかしょうがっこう）は、兵庫県宝塚市にある公立の小学校。通称は「宝小（ほうしょう）」。

## 概要
宝塚大劇場から御殿山へ向かう坂の中腹に立地。兵庫県南部地震で被災。復興された新校舎には、歓喜をテーマにしたステンドグラスが設置されている。屋上にはNHK総合テレビジョン、サンテレビジョンの宝塚中継局が設置されている。所在地は、兵庫県宝塚市川面1-7-34

### 教育目標
思いやりのある子、自ら学ぶ子、たくましく生きる子を育てる。

### 校章
周囲は以前から桜の名所であったため、桜の中央に「寶 （旧字体）」の字を配した。

## 沿革

### 経緯
宝塚市では最も古く、1873年の創立。当初は宝泉寺や民家の一室を借りて教育が行われていた。1960年代後半から周辺地域の児童数が増加し、4校に分離した。

### 年表
- 1873年 - 川面小学校として創立。
- 1888年 - 川面簡易小学校へ改称。
- 1891年 - 国府尋常小学校が創立し合弁、分校となる。
- 1892年 - 国府尋常小学校と分離、川面尋常小学校へ改称。
- 1918年 - 川面実業補習学校を併設。
- 1922年 - 高等科を設置、川面尋常高等小学校へ改称。
- 1928年 - 宝塚尋常高等小学校へ改称。
- 1941年 - 宝塚国民学校へ改称。
- 1947年 - 宝塚小学校へ改称。
- 1968年 - 売布小学校と分離。
- 1978年 - 美座小学校と分離。
- 1990年 - すみれガ丘小学校と分離。
- 1995年 - 兵庫県南部地震で被災。
- 1996年 - 新校舎完成。

## 通学区域
切畑字長尾山13番、川面、御殿山、栄町、旭町1丁目、清荒神1丁目、武庫川町（1番～4番、7番）、桜ガ丘、宮の町

## 主な学校行事
- 10月 - 運動会
- 11月 - 音楽会
- 2月 - 宝小まつり

## 著名な卒業生
- 奥克彦 - 外務省外交官,大使、2003年のイラク日本人外交官射殺事件で殉職
- 丁野奈都子（タレント,フリーアナウンサー）1990年卒業　※(有)シー・フォルダ所属
- 野村大樹
- 三浦理来　フィギュアスケート選手
- 榎本成志 - 日本の俳優、ミュージカルを中心に活動。

## 交通アクセス
- 阪急宝塚線清荒神駅下車、徒歩5分。
- JR宝塚線・阪急宝塚線宝塚駅下車、徒歩13分。

## 通学区域が隣接している学校
- 宝塚市立すみれガ丘小学校
- 宝塚市立西谷小学校
- 宝塚市立長尾小学校
- 宝塚市立売布小学校
- 宝塚市立美座小学校
- 宝塚市立宝塚第一小学校
- 西宮市立生瀬小学校
- 西宮市立東山台小学校